# یارالوجه (کلیبر)
یارالوجه یکی از روستاهای استان آذربایجان شرقی است که در دهستان پیغان‌چایی بخش مرکزی شهرستان کلیبر واقع شده‌است.